# Европейское право
Это статья о Европейском праве в широком смысле. О праве Европейского союза см. статью Право Европейского союза.
Европейское право — совокупность правовых норм, включающая в себя европейское интеграционное право, правовые нормы, обеспечивающие функционирование европейской системы защиты прав человека, а также иные правовые нормы европейских международных договоров.
Под первым понимается, в первую очередь, право Европейского союза. Под вторыми — право Совета Европы.
В науке принято двоякое понимание понятия Европейское право. Оно понимается как в широком смысле так и в узком. В широком смысле понимается, как правило, правовое регулирование отношений в Европе, охватывающих организацию и деятельность практически всех международных организаций, действующих на европейском континенте, всю совокупность экономических, социальных, политических, научных и культурных отношений. Таким образом, это право и России и других европейских стран. В данном случае Европейское право понимается как региональная часть международного права. В узком смысле Европейское право — это право Европейского союза — право которое распространяет сферу своего действия только на территорию стран участниц Европейского союза.
Первая конституция в Европе была принята 3 мая 1791 года четырехлетним сеймом Речи Посполитой.

## Европейское право как наука
Европа и в частности Европейский союз дают нам пример уникальной по сути интеграции государств и народов. Складывающаяся при этом уникальная правовая система, создающиеся интеграционные, наднациональные институты являются предметом изучения учёных в России и мире.
В России и СССР становление науки Европейского права происходило поэтапно. Связано это было как с самим поэтапным формированием Европейского права так и с постепенной наработкой научного материала и вовлечение всё большего числа учёных-правоведов в этот процесс. С. Ю. Кашкин и О. А. Ядрихинская выделяют следующие этапы становления  права Европейского Союза как сферы научного познания в России:   
- Первый этап — 50-е — начало 70-х годов XX века — начальный, ознакомительный этап изучения вопросов европейской интеграции в СССР.
- Второй этап — середина 70-х — конец 80-х годов XX века — формирование научных взглядов в сфере права Европейских сообществ.
- Третий этап — с начала 90-х годов до настоящего времени — современный этап изучения российской юридической наукой права Европейского Союза[2].

Исследования Европейского права в настоящее время ведутся уже во многих научных и учебных учреждениях России. На сегодняшний день ведущими из них являются Институт Европейского права Московского государственного института международных отношений (университета) МИД РФ (образован в 1996 году) и кафедра права Европейского Союза Московской государственной юридической академии во главе с профессором, доктором юридических наук С. Ю.Кашкиным (создана в 1998 году).
По мере роста интереса к Европейскому праву появляются исследования посвященные не всему праву Европейского союза в целом, но и его  отдельным отраслям: таможенному праву ЕС, экологическому праву ЕС, транспортному  праву ЕС, налоговому праву ЕС и другим, а также исследованию защиты прав человека в Европе в целом.

## По странам
- Право в Армении
- Право в Азербайджане
- Право во Франции
- Правовая система Литвы
- Правовая система Польши
- Право в России
- Законодательство Украины
- Право Казахстана